# Суперкубок Туркменістану з футболу 2011
Суперкубок Туркменістану з футболу 2011  — 6-й розіграш турніру. Матч відбувся 25 червня 2011 року між чемпіоном і володарем кубка Туркменістану клубом Балкан та віце-чемпіоном і фіналістом кубка Туркменістану клубом Алтин Асир.
| Володар Суперкубка Туркменістану 2011 |
| ------------------------------------- |
|                                       |
| Балкан Другий титул                   |

## Матч

### Деталі
| 25 червня 2011 |

| Балкан                                     | 4:2 | Алтин Асир                   |
| ------------------------------------------ | --- | ---------------------------- |
| Ткаченко 35' Алікперов 48', 63' Овеков 84' |     | Балакаєв 44' Оразмамедов 83' |

| Ніса, Ашгабат |